# La vespa e la regina
La vespa e la regina è un film del 1999 diretto da Antonello De Leo.